# Lijst van topscorers Belgische eerste klasse B
Dit is de lijst van topscorers uit de Belgische eerste klasse B.
| Seizoen | Speler            | Nationaliteit | Ploeg               | Doelp. |
| ------- | ----------------- | ------------- | ------------------- | ------ |
| 2016/17 | Dylan De Belder   | België        | Lierse SK           | 22     |
| 2017/18 | Yannick Aguemon   | Frankrijk     | Oud-Heverlee Leuven | 10     |
| 2018/19 | Leonardo Rocha    | Portugal      | Lommel SK           | 16     |
| 2019/20 | Thomas Henry      | Frankrijk     | Oud-Heverlee Leuven | 15     |
| 2020/21 | Dante Vanzeir     | België        | Union Sint-Gillis   | 19     |
| 2021/22 | Daniel Maderner   | Oostenrijk    | Waasland-Beveren    | 13     |
| 2022/23 | Leonardo Rocha    | Portugal      | Lierse Kempenzonen  | 12     |
| 2023/24 | Goduine Koyalipou | CAF           | SK Beveren          | 11     |
| 2024/25 | Jelle Vossen      | België        | SV Zulte Waregem    | 15     |